# 우에다 유타
우에다 유타(일본어: 植田 悠太, 2004년 7월 6일~)는 일본의 축구 선수이다.

## 구단 경력
그는 2022년 J1리그의 교토 상가 FC에 입단했다. 2024년 J3리그의 오미야 아르디자로 이적했다. 2024년 J3리그 우승으로 J2리그로 승격했다. 2025년 J2리그의 제프 유나이티드 지바로 이적했다.